# Лебедєв Євген Олександрович (кібернетик)
Лебедєв Євген Олександрович (9 квітня 1953, Херсон - 29 грудня 2021, Київ) — український кібернетик, педагог, доктор фізико-математичних наук (2003), професор (2003), завідувач кафедри прикладної статистики факультету комп'ютерних наук та кібернетики Київського національного університету імені Тараса Шевченка.

## Життєпис
1969-70 навчався у Київській спеціалізованій школі-інтернаті фізико-математичного профілю при Київському державному університеті ім. Т. Г. Шевченка.
1970-75 — студент факультету кібернетики Київського національного університету імені Тараса Шевченка.
Працює в Київському університеті після закінчення аспірантури: молодший науковий співробітник, старший науковий співробітник науково-дослідної частини, завідувач науково-дослідної лабораторії ймовірносно-статистичних методів, доцент прикладної статистики.
Кандидатська дисертація «Збіжність гіллястих процесів близьких до критичних до дифузійних процесів» (1980, науковий керівник — доктор фізико-математичних наук Володимир Анісімов).
У 2003 році захистив докторську дисертацію на тему «Асимптотичний аналіз багатоканальних стохастичних мереж» (офіційні опоненти: доктори фізико-математичних наук Володимир Королюк, Ярослав Єлейко, Олександр Наконечний), у 2007 році одержав атестат професора кафедри прикладної статистики. Підготував 4 кандидатів наук.
З 2004 року — завідувач кафедри прикладної статистики факультету кібернетики.

## Наукові інтереси
- стохастичні мережі
- асимптотичний аналіз гіллястих процесів

## Науковий доробок
Автор понад 150 наукових робіт, 2 монографій та 7 навчальних посібників, зокрема:
- Лебєдєв Є. О., Шарапов М. М. Курс лекцій з теорії ймовірностей. // К.: Норіта-плюс. — 2007. — 168 с.
- Лебєдєв Є. О., Братійчук М. С., Чечельницький О. А., Шарапов М. М., Розора І. В. Збірник задач з прикладної статистики. Посібник з Грифом МОН України. // К. — 2010.
- Лебєдєв Є. О., Шарапов М. М. Вступ до теорії імовірнстей. Посібник з Грифом МОН України. // К.: ВПЦ «Київський університет». — 2010. — 151 с.